# Parectopa lithomacha
Parectopa lithomacha là một loài bướm đêm thuộc họ Gracillariidae. Nó được tìm thấy ở Ecuador.